# 室蘭郡
室蘭郡（日语：／ Muroran gun */?）為過去日本北海道膽振支廳轄下的郡，轄區包含現在的室蘭市。已於1918年改制為室蘭區。
郡名源自阿伊努語的「mo-ru-e-ran-i」，意思為由小坡道下來的地方。

## 沿革

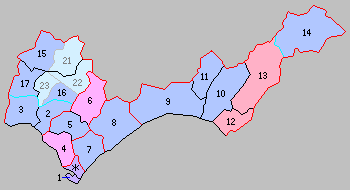
北海道一・二級町村制施行時室蘭郡下辖町村（1.室兰町 ＊：北海道一・二級町村制未实施区域 紫：室兰市）

- 1869年8月15日：北海道設置11國86郡，膽振國室蘭郡成立。
- 1897年11月：北海道實施支廳制，隸屬室蘭支廳之管轄，此時室蘭郡下轄室蘭市街、繪鞆村、輪西村、千舞鼈村、元室蘭村。[1]（1市街4村）
- 1900年4月1日：室蘭市街、繪鞆村合併為室蘭町，並成為北海道一級町。（1町3村）
- 1918年2月1日：室蘭町、輪西村、千舞鼈村、元室蘭村合併為室蘭區（現在的室蘭市），同時廢除室蘭郡。